# Allodesmus
Allodesmus è un genere estinto di pinnipede desmatophocide vissuto nel Miocene da circa 23 a 5,3 milioni di anni fa, in California e in Giappone. Il genere contiene sette specie, ossia: A. demerei, A. kernensis, A. naorai, A. packardi, A. sadoensis, A. sinanoenis e A. uraiporensis.

## Descrizione e biologia
Allodesmus misurava circa 2,4 metri (8 piedi) di lunghezza, per un peso di 360 kg (800 libbre). Allodesmus possedeva già caratteristiche anatomiche specifiche presenti nei moderni pinnipedi poligami: dimorfismo sessuale, forti canini per le lotte tra i maschi dominanti, e denti con zone di crescita ben definite, un risultato del digiuno periodico (per difendere il loro harem, i maschi non si avventurano in mare per cacciare durante la stagione riproduttiva).

## Tassonomia

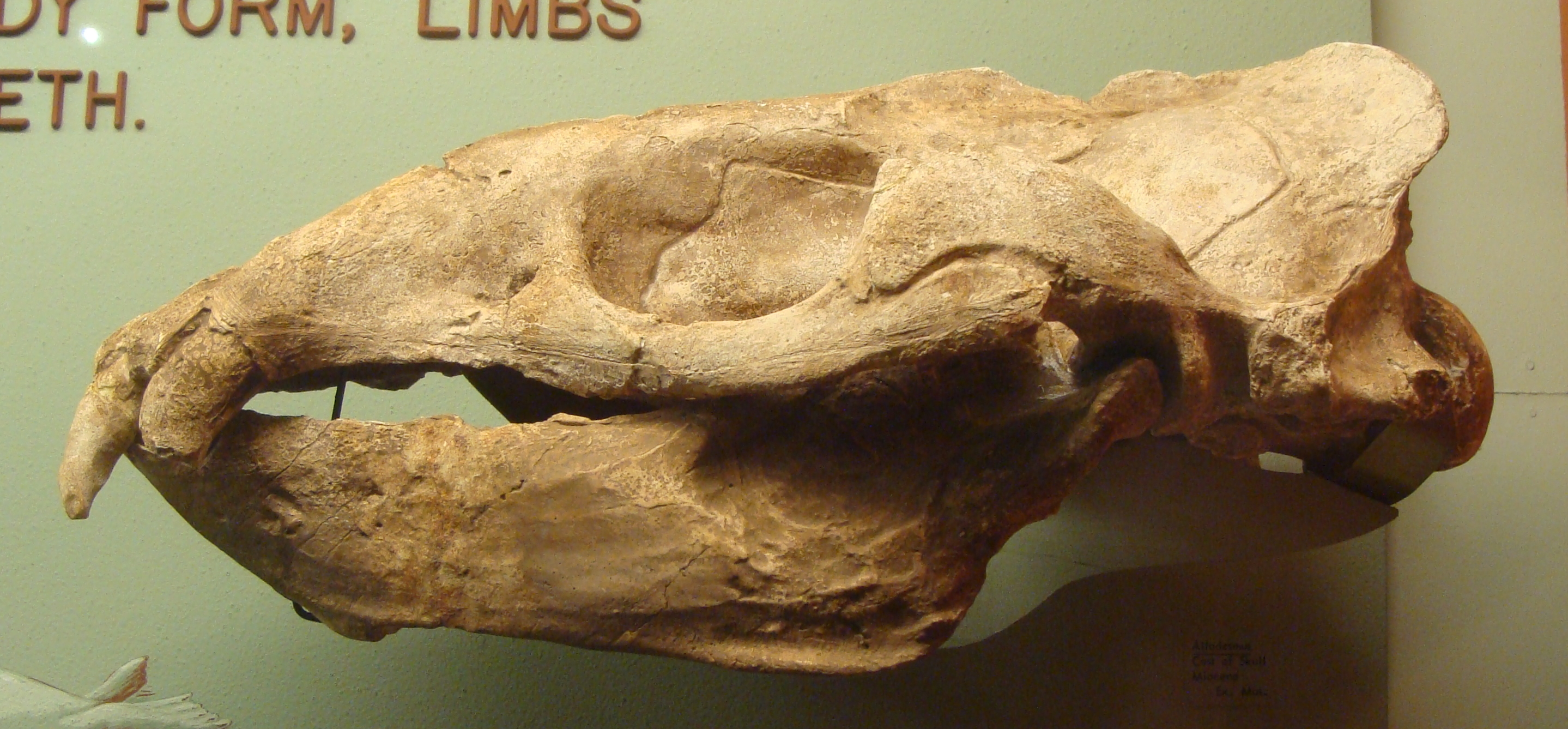
Cranio di A. sp

La storia tassonomica di Allodesmus ha subito diverse variazioni dalla sua descrizione ufficiale. A. sinanoensis e A. packardi furono inizialmente assegnati a due generi separati, rispettivamente Megagomphos e Brachyallodesmus, ma molti autori hanno messo in dubbio questa distinzione generica, e l'analisi cladistica di Boessenecker e Churchill (2018) non ha trovato alcun supporto per questo schema generico. Atopotarus, genere riferito ad Allodesmus da alcuni autori (ad esempio Mitchell 1966), può essere distinto da Allodesmus per l'assenza di un rilievo prenariale e di M2, denti della guancia raddoppiati, un piccolo processo triangolare postorbitale e un processo mastoideo che proietta ventrale ai processi postglenoide.